# Кастальди, Жан-Пьер
Жан-Пьер Кастальди (фр. Jean-Pierre Castaldi; 1 октября 1944, Гренобль) — французский актёр и телеведущий.
Проходил обучение у Рене Клера и Жана-Лорана Коше. Дебютировал в кино в 1964 году эпизодической ролью в приключенческом фильме Бернара Бордери «Анжелика — маркиза ангелов».
Его карьера пошла вверх в 70-80-е, когда Кастальди воплотил на экране ряд ярких и запоминающихся образов в кино («Вдова Кудер», «Поезд», «Чудесный визит», «Французский связной 2», «Раса господ») и на ТВ («Семена крапивы», «Комиссар Мулен», «Мужчины Розы»). В 1979 году сыграл эпизодическую роль в фильме о Джеймсе Бонде «Лунный гонщик».
В России известен во многом по участию в серии комедийных фильмов о приключениях Астерикса и Обеликса.
В 2000 году был приглашён в качестве телеведущего на легендарное телешоу «Ключи от форта Байяр», где он проработал три года на пару с Сандрин Домингез. К 2003 году рейтинги телешоу в традиционной концепции резко упали, были изменены правила игры, и приглашена новая пара ведущих — Оливье Мин и Сара Лелуш.